# ورقة 5 دولار كندي
ورقة 5 دولار كندي هي أدنى ورقة كندية وأكثرها شيوعًا في العالم الدولار الكندي. مثل باقي الأوراق النقدية الكندية الحديثة كل النصوص مكتوب باللغتين الإنجليزية والفرنسية.

## سلسلة فرونتير
أحدث ورقة 5 دولار كندي هي جزء من سلسلة فرونتير وهي ورقة زرقاء طرحت في 7 نوفمبر 2013 باستخدام نفس ميزات الأمان في الأوراق النقدية الأخرى من تلك السلسلة. يظهر على وجه الورقة صور ويلفريد لوريير رئيس وزراء كندا السابع وصورة ثلاثية الأبعاد لبرج ماكنزي، وعلى ظهرها رائد فضاء يعمل بالآلي الحذق ديكستر ونظام الخدمة المتنقلة.

## سلسلة الرحلة الكندية
ظهر على وجه الورقة من سلسلة الرحلات الكندية أيضًا ويلفريد لوريير وشعار كندا وصورة للمبنى الغربي لمباني البرلمان، ولكن بتصميم مختلف عن ورقة سلسلة فرونتير، وعلى الظهر الجانب الخلفي أطفالًا يلعبون رياضات الشتوية وهي تمزلج والتزلج على الجليد وهوكي الجليد. واقتباس من قصة The Hockey Sweater.
Les hivers de mon enfance étaient des saisons longues, longues. Nous vivions en trois lieux: l'école, l'église et la patinoire; mais la vraie vie était sur la patinoire.
The winters of my childhood were long وlong seasons. We lived in three places—the school وthe church and the skating rink—but our real life was on the skating rink.

## تاريخ الطبع
| السلسلة              | اللون   | الوجه                             | الظهر                                                         | سلسلة | تاريخ الطرح    | تاريخ السحب    |
| -------------------- | ------- | --------------------------------- | ------------------------------------------------------------- | ----- | -------------- | -------------- |
| سلسلة 1935           | برتقالي | إدوارد الثامن ملك المملكة المتحدة | تمثال الطاقة الكهربائية                                       | 1935  | 11 مارس 1935   |                |
| سلسلة 1937           | أزرق    | جورج السادس ملك المملكة المتحدة   | تمثال الطاقة الكهربائية                                       | 1937  | 19 يوليو 1937  |                |
| سلسلة 1954           | أزرق    | إليزابيث الثانية                  | مشهد ريفي، ريتشموند، كيبيك                                    | 1954  | 9 سبتمبر 1954  |                |
| سلسلة مشاهد من كندا  | أزرق    | ويلفريد لوريير                    | سفينة صيد السلمون BCP 45 في مضيق جونستون، كولومبيا البريطانية | 1972  | 4 ديسمبر 1972  | 1 أكتوبر 1979  |
| سلسلة مشاهد من كندا  | أزرق    | ويلفريد لوريير                    | سفينة صيد السلمون BCP 45 في مضيق جونستون، كولومبيا البريطانية | 1979  | 1 أكتوبر 1979  | 28 أبريل 1986  |
| سلسلة طيور كندا      | أزرق    | ويلفريد لوريير                    | رفراف الشمال                                                  | 1986  | 28 أبريل 1986  | 27 مارس 2002   |
| سلسلة الرحلة الكندية | أزرق    | ويلفريد لوريير                    | أطفال يلعبون الهوكي ويتزلجون                                  | 2002  | 27 مارس 2002   | 15 نوفمبر 2006 |
| سلسلة الرحلة الكندية | أزرق    | ويلفريد لوريير                    | أطفال يلعبون الهوكي ويتزلجون                                  | 2006  | 15 نوفمبر 2006 | 7 نوفمبر 2013  |
| سلسلة فرونتير        | أزرق    | ويلفريد لوريير                    | نظام الخدمة المتنقلة والآلي الحذق ديكستر                      | 2013  | 7 نوفمبر 2013  |                |

## قطعة 5 دولار المعدنية
أجرت الحكومة الكندية استطلاع في عام 2005 حول فكرة استبدال ورقة 5 دولار بعملة معدنية، الأموال التي التي ستوفر من ذلك ستستخدم لرعاية الفريق الأولمبي الكندي. رفض الكنديون بشدة فكرة العملة النقدية وسخروا منها. بسبب هذه الاستجابة السلبية الساحقة تجاهلت الحكومة هذه الفكرة، بدلاً من ذلك أصدر بنك كندا في 15 نوفمبر 2006 نسخة جديدة من ورقة 5 دولار بها ميزات أمان جديدة منها الشريط ثلاثي الأبعاد الموجود في بقية الأوراق والعلامة المائية لوريير تظهر عند تعرضها للضوء.

## 5 دولار البوليمر
وضع البنك المركزي في عام 2020 قائمة مختصرة تضم ثمانية كنديين سيضع أحدهم على ورقة 5 دولارات البوليمر الجديدة بدلاً من لورييه من بين 600 مرشح وهم تيري فوكس وCrowfoot وPitseolak Ashoona وRobertine Barry وBinaaswi وWon Alexander Cumyow ولوتا هيتشمانوفا. على أن يتخذ وزير المالية القرار النهائي.

## روابط خارجية
- Bank of Canada's banknote page